# إينتشة حاج محمد
إينتشة حاج‌ محمد هي قرية في مقاطعة ماكو، إيران. عدد سكان هذه القرية هو 34 في سنة 2006.